# Kim Won-jin (judo)
Dans ce nom coréen, le nom de famille, Kim, précède le nom personnel.
Pour les articles homonymes, voir Kim Won-jin.
Kim Won-jin, né le 1er mai 1992, est un judoka sud-coréen en activité évoluant dans la catégorie des moins de 60 kg.

## Biographie
Aux Championnats du monde de judo 2013 à Rio de Janeiro, il remporte la médaille de bronze en moins de 60 kg.

## Palmarès

### Compétitions internationales
| Année | Compétition           | Lieu           | Résultat | Catégorie      |
| ----- | --------------------- | -------------- | -------- | -------------- |
| 2013  | Championnats d'Asie   | Bangkok        | 2e       | Moins de 60 kg |
| 2013  | Championnats du monde | Rio de Janeiro | 3e       | Moins de 60 kg |
| 2014  | Jeux asiatiques       | Incheon        | 3e       | Moins de 60 kg |
| 2015  | Championnats d'Asie   | Koweit City    | 1er      | Moins de 60 kg |
| 2015  | Championnats du monde | Astana         | 3e       | Moins de 60 kg |
| 2022  | Championnats d'Asie   | Nour-Soultan   | 2e       | Moins de 60 kg |

### Tournois Grand Chelem, Grand Prix et Masters
| Année | Compétition     | Lieu        | Résultat | Catégorie      |
| ----- | --------------- | ----------- | -------- | -------------- |
| 2012  | Grand Chelem    | Paris       | 2e       | Moins de 60 kg |
| 2013  | Grand Chelem    | Tokyo       | 2e       | Moins de 60 kg |
| 2013  | Grand Prix      | Jeju        | 1er      | Moins de 60 kg |
| 2014  | Grand Chelem    | Tokyo       | 1er      | Moins de 60 kg |
| 2014  | Grand Prix      | Jeju        | 1er      | Moins de 60 kg |
| 2015  | Grand Prix      | Düsseldorf  | 2e       | Moins de 60 kg |
| 2015  | Grand Chelem    | Tokyo       | 3e       | Moins de 60 kg |
| 2015  | Grand Prix      | Jeju        | 1er      | Moins de 60 kg |
| 2016  | Grand Prix      | Düsseldorf  | 1er      | Moins de 60 kg |
| 2016  | Grand Chelem    | Paris       | 3e       | Moins de 60 kg |
| 2016  | Masters mondial | Guadalajara | 3e       | Moins de 60 kg |
| 2018  | Grand Chelem    | Osaka       | 3e       | Moins de 60 kg |
| 2019  | Grand Chelem    | Osaka       | 3e       | Moins de 60 kg |
| 2019  | Grand Prix      | Hohhot      | 1er      | Moins de 60 kg |
| 2020  | Grand Prix      | Tel Aviv    | 1er      | Moins de 60 kg |
| 2020  | Grand Chelem    | Düsseldorf  | 3e       | Moins de 60 kg |
| 2021  | Masters mondial | Doha        | 1er      | Moins de 60 kg |
| 2022  | Grand Prix      | Zagreb      | 2e       | Moins de 60 kg |
| 2023  | Grand Chelem    | Tachkent    | 1er      | Moins de 60 kg |
| 2023  | Masters mondial | Budapest    | 3e       | Moins de 60 kg |